# Panzer E-50
Il Panzer E 50 o Pzkpfw E 50 è stato un progetto di carro armato medio tedesco. È considerato una delle Wunderwaffen.

## La serie E e l'E 50 all'interno di essa
Il progetto della serie E venne concepito nel maggio del 1942, e autorizzato ad aprile 1943. Lo scopo principale era semplificare la produzione di carri armati standardizzando più componenti possibile e creando 5 categorie di peso all'interno delle quali solo un veicolo con poche varianti esistessero. Novità introdotte nel progetto dovevano essere:
- forte corazza frontale, spostare il peso nel retro del veicolo
- unificare i vari componenti del sistema di propulsione così da semplificare il processo di manutenzione
- creare classi per peso standard di carri armati
- creare un sistema di sospensione completamente esterno al veicolo in modo che il vano di combattimento non fosse ingombrato da elementi come barre di torsione
- garantire la capacità di guida nel caso la prima ruota fosse messa fuori combattimento. Questo doveva venire implementato tramite l'adozione di trazione posteriore, pur riconoscendo la superiorità tecnica della trazione anteriore.

E 50 ed E 75 dovevano condividere forma e dimensione dello scafo, oltre a motore, riduttori finali, cingoli, ruota libera, tensionatore, sistema di ventilazione, serbatoio del carburante. Tutto questo avrebbe garantito maggiore facilità di produzione sia per i singoli componenti, necessitando di un minor numero di diverse catene di produzione, sia per componenti come lo scafo, che pur essendo diversi nello spessore delle corazze, mantenendo dimensioni esterne identiche sarebbero potuti essere costruiti con uguali strumenti e linee di produzione.
Una torre comune era in sviluppo presso Krupp, ma nessun bozzetto è sopravvissuto fino ai nostri giorni.

## Armamento e protezione
Rimane sconosciuto l'armamento, in quanto lo stato ancora molto preliminare del progetto e la relativa inesperienza dei progettisti coinvolti nel progetto su molti aspetti di progettazione di veicoli corazzati eccetto che sul sistema di propulsione fece sì che l'unico aspetto adeguatamente sviluppato fosse quest'ultimo.
Rimangono nonostante questo progetti parziali che mostrano una corazzatura frontale inclinata a 60°.

## Sistema di propulsione
Motore, trasmissione e sospensioni furono i componenti più sviluppati del progetto raggiungendo uno stato quasi completo a livello di design.
Adlerwerke fu scelta per lavorare sul sistema di sospensione, risultando in una soluzione completamente esterna allo scafo, soluzione che avrebbe permesso una maggiore facilità di manutenzione rispetto al sistema barre di torsione utilizzato in altri carri armati tedeschi dell'epoca.
Il motore previsto fu un Maybach HL 230 modificato con compressore e iniezione diretta. In assenza di questo, un Maybach HL 234 valutato a 900 cavalli a 3000 giri al minuto.
La trasmissione, gruppo di sterzo e riduttori finali sarebbero dovuti essere raggruppati in un unico componente così da semplificare la manutenzione. Inoltre, a scopo di semplificare la produzione, questo componente era condiviso con il Panzer E 75, garantendo la compatibilità per lo specifico modello tramite l'utilizzo di una leva che avrebbe stabilito il funzionamento generale del componente. La trasmissione consisteva in cambio idraulico ad 8 marce e gruppo di sterzo a doppio raggio.
Velocità massima pianificata era di 60 km/h.
Componenti alternativi erano in fase di progettazione, per esempio un motore diesel Klockner-Humboldt-Deutz ad 8 cilindri, un convertitore di coppia Voith, una trasmissione meccanico-idraulica.

## Controversia riguardo alla propulsione posteriore
Particolare attenzione è stata rivolta all'E 50 in seguito all'introduzione di un veicolo dallo stesso nome nel videogioco World of Tanks. Un argomento particolarmente dibattuto risultò essere se effettivamente l'E 50 avrebbe utilizzato una propulsione posteriore, come previsto dal programma della serie E, o una più tradizionale propulsione anteriore come altri carri armati tedeschi dell'epoca.
Motivo di controversia erano i disegni parziali sopravvissuti alla guerra, i quali sembravano mostrare una configurazione con propulsione anteriore, indicata sia dalla dimensione della ruota libera e di trazione, sia dall'apparente mancanza di spazio nello scafo per ospitare tutti i componenti di un sistema a propulsione posteriore.
L'esperto in materia di veicoli militari tedeschi della seconda guerra mondiale Hilary Louis Doyle espresse la sua opinione al riguardo, essendo uno dei pochi autori ad aver pubblicato molteplici libri contenenti risultati di ricerche in vari archivi nazionali e privati sul veicolo in questione, nonché l'autore dei disegni sopracitati ricalcati dagli originali.
In una successiva intervista sempre Doyle dichiarò, in risposta alla domanda Would it be possible for E-75 and E-50 to have rear transmissions? - Sarebbe possibile per i carri E-50 ed E-75 avere trazione posteriore? :
Citando inoltre una sua risposta precedente relativa al carro armato E-100 ed una proposta di trazione posteriore su di esso :
Questo si può spiegare col fatto che i progetti E 50 ed E 75 non raggiunsero mai un livello di maturità adeguato nel quale i vari componenti progettati, scafo, motore, trasmissione, etc. potessero coesistere, fermandosi invece ad uno stadio preliminare ed incompleto. Sempre Doyle suggerisce come vero scopo pratico di questi veicoli un banale brainstorming atto allo sviluppo di nuove componenti motrici, non necessariamente come veri e propri veicoli intesi per produzione.